# Zilverbraam
De zilverbraam (Pterycombus brama) is een braam uit de familie Bramidae, die voorkomt in de Atlantische Oceaan van de evenaar tot ongeveer Newfoundland, IJsland en Noorwegen, op een diepte van 25 tot 400 meter.
Een volwassen vis kan een lengte van 46 cm bereiken. Deze vissoort wordt maar zelden in de ondiepe delen van de Noordzee waargenomen. De vis is voor de beroepsvisserij van weinig belang.